# Parafia św. Stanisława w Grudziądzu
Parafia Świętego Stanisława, Biskupa i Męczennika i Świętej Teresy od Dzieciątka Jezus w Grudziądzu – parafia rzymskokatolicka w diecezji toruńskiej, w dekanacie Grudziądz II, z siedzibą w Grudziądzu. Erygowana 16 sierpnia 1987.

## Historia[1]
- 16 sierpnia 1987 – powołanie parafii przez biskupa chełmińskiego Mariana Przykuckiego.
- 8 maja 1988 – pierwszy odpust parafialny.
- 4 lipca 1992 – uroczystość poświęcenia i wmurowania kamienia węgielnego w prezbiterium budowanego kościoła.
- 24 grudnia 1999 – pierwszy udział wiernych we Mszy świętej w nowym kościele.

## Kościół parafialny
- Kościół parafialny wybudowany w latach 1991–1999.

## Ulice należące do parafii
- Bołtucia, Gąsiorowskiego, Hubala, Konstytucji 3 maja, Kulerskiego, Kruczkowskiego, Łęgi, Mastalerza, Sobieskiego, Sujkowskiego, Rakowskiego